# 事彙部 (大正蔵)
事彙部（じいぶ）とは、大正新脩大蔵経において、中国の仏教に関連した民間伝承・説話や、見聞、注釈書、辞書類をまとめた領域のこと。
梁代に成立した仏教説話集である『経律異相』、経律論の要文を抜粋した『諸経要集』、義浄の旅の記録である『南海寄帰内法伝』、中国仏教の制度をまとめた『大宋僧史略』や、（漢文）経典の字句を解説する『一切経音義』、梵字（悉曇文字）・梵語（サンスクリット）を解説する『翻梵語』などの語学書が含まれる。
第22番目の部であり、収録されている典籍ナンバーは2121から2136まで。巻数では第53巻から54巻（前半）にかけてに相当する。

## 構成

### 巻別
- 事彙部 （上） 第53巻 - No.2121-2122
- 事彙部 （下） 第54巻 - No.2123-2136[2]

### 詳細
事彙部 （上） 第53巻 - No.2121-2122
- 2121.『経律異相』
- 2122.『法苑珠林』

事彙部 （下） 第54巻 - No.2123-2136
- 2123.『諸経要集』
- 2124.『法門名義集』
- 2125.『南海寄帰内法伝』
- 2126.『大宋僧史略・紹興朝旨改正僧道班文字一集』
- 2127.『釈氏要覧』
- 2128.『一切経音義』
- 2129.『続一切経音義』
- 2130.『翻梵語』
- 2131.『翻訳名義集』
- 2132.『悉曇字記』
- 2133.『梵語千字文』
- 2134.『唐梵文字』
- 2135.『梵語雑名』
- 2136.『唐梵両語双対集』